# Jean Otth
Jean Otth, né le 16 novembre 1940 à Lausanne et mort le 31 octobre 2013 à Chavannes-près-Renens, est un artiste contemporain suisse.

## Biographie
Jean Otth naît le 16 novembre 1940 à Lausanne,. Il étudie la philosophie, l’histoire de l’art, et vient de la peinture. Peintre de formation, il enseigne entre 1979 et 2002 à l'École cantonale d'art de Lausanne[réf. nécessaire]. Il est l’un des pionniers de l’art vidéo. Il meurt le 31 octobre 2013 à Chavannes-près-Renens.

## Publications
Jean Otth, Échec et scotome, Lausanne, art&fiction, coll. « ShushLarry », 2020, 132 p. (ISBN 978-2-940570-74-4).